# The Mark of Zorro (1920)
The Mark of Zorro (br A Marca do Zorro) é um filme mudo de 1920, gênero aventura, dirigido por Fred Niblo e Theodore Reed.
O roteiro é baseado na história The Curse of Capistrano, de Johnston McCulley, publicado em 1919, que introduziu o herói mascarado, Zorro, o roteiro foi adaptado por Fairbanks (como "Elton Thomas") e Eugene Miller.
O filme foi produzido por Fairbanks para sua propria companhia cinematográfica, a Douglas Fairbanks Pictures Corporation, e foi o primeiro distribuído pela United Artist. Essa companhia era dirigida por três dos maiores artistas de cinema da época -  o próprio Douglas Fairbanks, Mary Pickford e Charlie Chaplin - além do cineasta D. W. Griffith.
The Mark of Zorro é cheia de aventuras e segredos, com uma mistura atraente de romance, de comédia e capa e espada.

## Elenco
- Douglas Fairbanks - Don Diego Vega/Señor Zorro
- Marguerite De La Motte -  Lolita Pulido
- Noah Beery, Sr.  -  Sgt. Pedro Gonzales
- Charles Hill Mailes - Don Carlos Pulido
- Claire McDowell - Dona Catalina Pulido
- Robert McKim - Capt. Juan Ramon
- George Periolat - Gov. Alvarado
- Walt Whitman - Fray Felipe
- Sidney De Gray - Don Alejandro
- Tote Du Crow - Bernardo
- Noah Beery, Jr. - Boy

## Sinopse

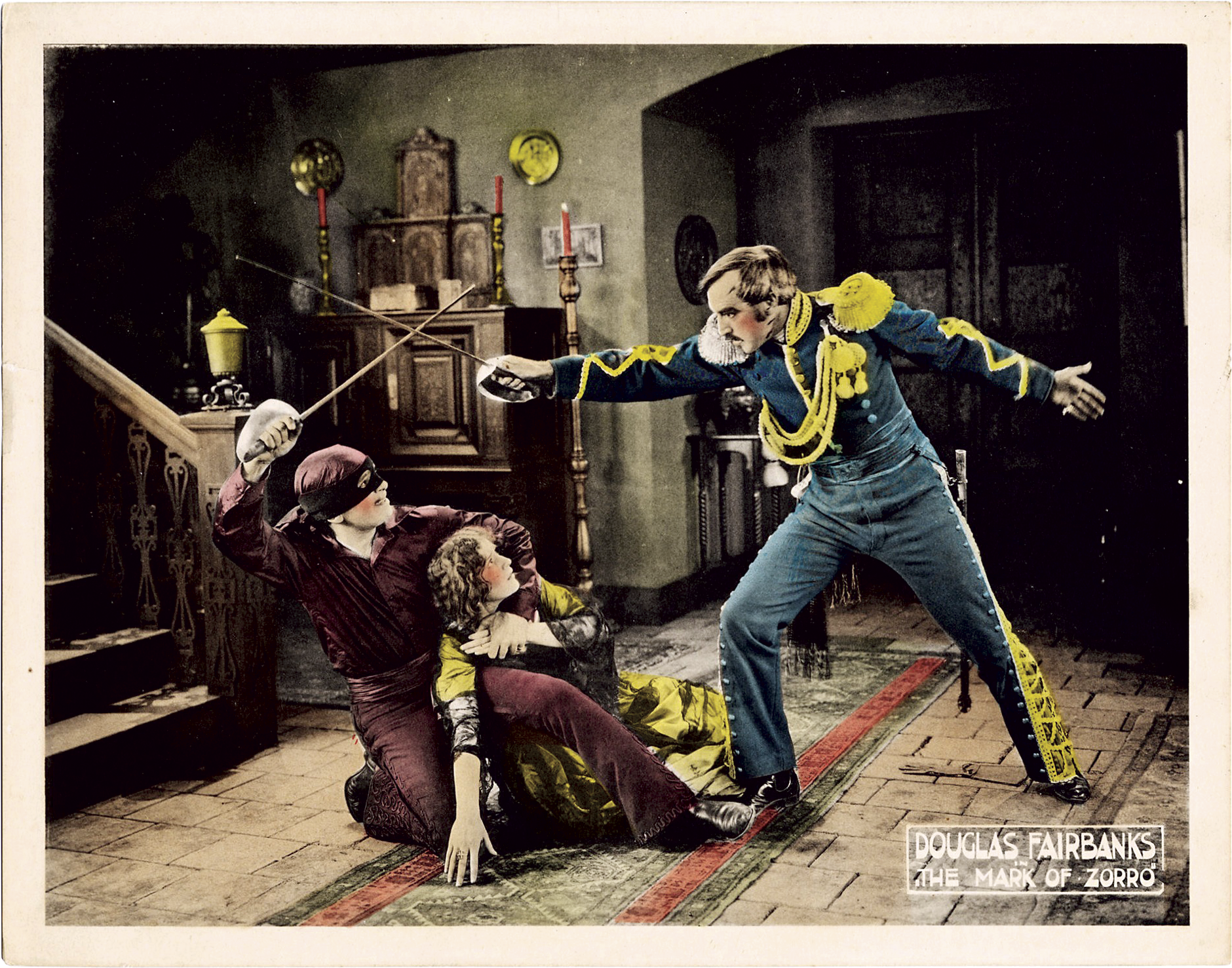
Cena do filme.

A marca de Zorro conta a história de Don Diego Vega, o filho de um ranchero rico chamado Don Alejandro.
A história se passa a antiga Califórnia espanhola. Vendo os maus tratos que os presos e os povos pobres sofriam pelo governo colonial, Don Diego, que é diferente do que finge ser, se veste de um mascarado com capa, chicote e espada: O Zorro ("El Zorro"), campeão de esgrima, que passa por cima de obstáculos e é tido como um ladrão, perseguido pelo seu inimigo, o Capitão Juan Ramon e do seu fã secreto, o Sargento Pedro Gonzales (Sargento Garcia). Com sua espada e um físico atlético, Zorro marca nas paredes da cidade a sua marca, um "Z".
Quando não está disfarçado de Zorro, duelando e guerreando pelo povo, Don Diego Vega e Lolita Pulido são castigados pela paixão proibida. Lolita é cortejada também pelo Capitão Ramon, e pelo Zorro, não sabendo que é Diego, sua paixão.